# Groupe de NGC 3762
Le groupe de NGC 3762 est un trio de galaxies situé dans la constellation de la Grande Ourse. La distance moyenne entre ce groupe et la Voie lactée est d'environ 51,2 Mpc (∼167 millions d'al). 

## Membres
Le tableau ci-dessous liste les trois galaxies du groupe indiquées dans l'article de A.M. Garcia paru en 1993.
Abraham Mahtessian mentionne aussi ce groupe avec les mêmes galaxies. Il y a cependant une erreur dans l'article de Mahtessian, UGC 6528 est noté 1129+6206 au lieu de 1129+6207, une abréviation pour CGCG 1129.9+6207.
| Nom      | Class.  | Type           | α (J2000.0)   | δ (J2000.0) | Vitesse radiale (km/s) | m    | Distance (Mpc) | Diamètre (kal) |
| -------- | ------- | -------------- | ------------- | ----------- | ---------------------- | ---- | -------------- | -------------- |
| NGC 3725 | SBc     | Spirale barrée | 11h 33m 40.5s | 61° 53′ 17″ | 3311 ± 2               | 13,0 | 50,8 ± 3,6     | 57             |
| NGC 3762 | Sa      | Spirale        | 11h 37m 23.8s | 61° 45′ 34″ | 3463 ± 39              | 12,6 | 53,0 ± 3,8     | 125            |
| UGC 6528 | SA(rs)c | Spirale        | 11h 32m 44.1s | 61° 49′ 37″ | 3249 ± 4               | 13,4 | 49,9 ± 3,5     | 63             |

Le site DeepskyLog permet de trouver aisément les constellations des galaxies mentionnées dans ce tableau ou si elles ne s'y trouvent pas, l'outil du site constellation permet de le faire à l'aide des coordonnées de la galaxie. Sauf indication contraire, les données proviennent du site NASA/IPAC. 